# Strahlenschutzverantwortlicher
Strahlenschutzverantwortlicher (auch SSV) in Deutschland ist, vereinfacht ausgedrückt, wer einer Genehmigung nach dem Atomgesetz, der Strahlenschutzverordnung oder dem Strahlenschutzgesetz bzw. früher nach der Röntgenverordnung oder Strahlenschutzverordnung bedarf bzw. bedurfte, z. B. zur Verwahrung oder Verwendung von Kernbrennstoffen, zum Umgang mit radioaktiven Stoffen oder ionisierender Strahlung oder zum Betrieb von Röntgeneinrichtungen.
Der Strahlenschutzverantwortliche hat dafür zu sorgen, dass alle Vorschriften zum Strahlenschutz eingehalten werden, etwa durch Bereitstellung geeigneter Räume, Ausrüstungen und Geräte, durch geeignete Regelung des Betriebsablaufs und durch Bereitstellung ausreichenden und geeigneten Personals. Zu den Aufgaben eines Strahlenschutzverantwortlichen gehört insbesondere die Bestellung einer erforderlichen Anzahl von Strahlenschutzbeauftragten. Im Gegensatz zu diesen muss er nicht selbst über die Fachkunde verfügen. Die konkreten Tätigkeiten zur Gewährleistung des Strahlenschutzes werden von den Strahlenschutzbeauftragten geleitet und beaufsichtigt.
Beispielsweise ist in Bayern der Sachaufwandsträger (Stadt bzw. Landkreis), in dessen Schule mit Röntgengeräten (im Sinne der RöV) oder meldepflichtigen Präparaten (im Sinne der StrlSchV) umgegangen wird, automatisch Strahlenschutzverantwortlicher, unabhängig von der Fachkenntnis der verantwortlichen Person. Der Schulleiter fungiert als Strahlenschutzbevollmächtigter, der sich auf die Strahlenschutzbeauftragten stützt.
Gemäß § 170 Strahlenschutzgesetz (StrlSchG) benötigen alle beruflich exponierte Personen und Inhaber von Strahlenpässen ab dem 31. Dezember 2018 eine Strahlenschutzregisternummer (SSR-Nummer). Die Beantragung der SSR-Nummern beim Bundesamt für Strahlenschutz (BfS) für alle aktuell in der Überwachung befindlichen Beschäftigten muss unter anderem vom Strahlenschutzverantwortlichen bis zum 31. März 2019 durchgeführt werden.